# Doug Mitchell Thunderbird Sports Centre

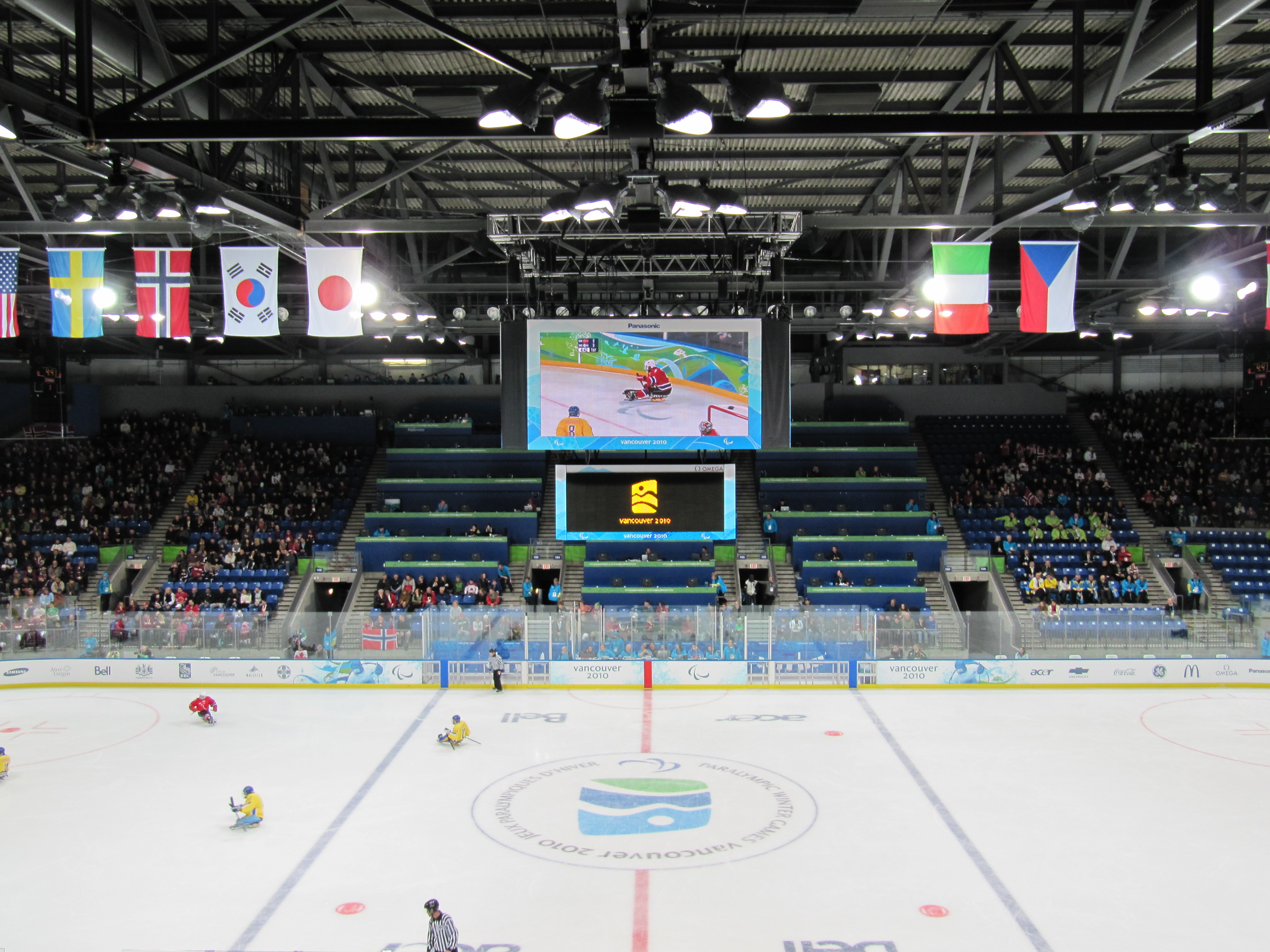
Partida de hóquei no gelo das Paraolímpiadas de Inverno de 2010, disputada no estádio

O Doug Mitchell Thunderbird Sports Centre (mais conhecido como UBC Thunderbird Arena) foi construído em 2006 e serviu como sede de algumas partidas de hóquei no gelo nos Jogos Olímpicos de Inverno de 2010, em Vancouver.